# Jacinto Leitão Manso de Lima
Jacinto Leitão Manso de Lima (Sertã, 16 de Agosto de 1690) foi um dos mais notáveis genealogistas portugueses em geral e do século XVIII em particular.

## Biografia
Filho de Manuel Vicente de Lima e de sua mulher Isabel Manso Moutinho, escreveu Famílias de Portugal, em 45 volumes manuscritos que se encontram inéditos na Biblioteca Nacional de Lisboa (códs. 1255 a 1310 e Pombalina 263) e, ainda, Certã Ennobrecida, em 1730, em 3 volumes que também estão na Biblioteca Nacional de Lisboa (Pombalina 232 a 234) e foram publicados com alterações e acrescentos por Cândido Teixeira.
A propósito das Famílias de Portugal, Braamcamp Freire muito justamente classificou de repositório vastíssimo de verdades e de petas.